# Eumerus caballeroi
Eumerus caballeroi är en tvåvingeart som beskrevs av Gil Collado 1929. Eumerus caballeroi ingår i släktet månblomflugor, och familjen blomflugor.
Artens utbredningsområde är Marocko. Inga underarter finns listade i Catalogue of Life.